# فوتبال جهانی فیفا (بازی ویدئویی)
فوتبال جهانی فیفا (به انگلیسی: FIFA International Soccer) نام نخستین شماره از سری بازی‌های فیفا است که در سال ۱۹۹۳ برای پیشانه بازی سگا مگا درایو به بازار آمد و سال پس از آن برای دیگر سکوها هم عرضه شد.